# David Isaksson
David Isaksson, född 15 juli 1914 i Oscars församling i Stockholm, död 5 september 1973 i Västerleds församling i Stockholm, var en svensk civilingenjör och företagsledare.
David Isaksson var son till skräddarmästaren Isak Isaksson och Mia Johansson. Han studerade vid Kungliga Tekniska Högskolan där han tog examen 1937. Han anställdes sedan av AB Kabi 1937, där han blev vice VD 1946 och VD 1947. Han var styrelseledamot i Sveriges kemikontor. Han blev ledamot av Kungliga Ingenjörsvetenskapsakademien 1954 och var riddare av Vasaorden.
Hans första äktenskap varade åren 1938–1963 med författaren Ulla Isaksson (1916–2000). De fick två söner: Hans Isaksson (1942–2015) och Gunnar Isaksson (1946–2010). Andra äktenskapet ingick han 1963 med Kerstin Wåhlin (1933-2020).
Han var bror till veterinären Axel Isaksson.